# Nyírbogát
Nyírbogát város Szabolcs-Szatmár-Bereg vármegyében, a Nyírbátori járásban.

## Fekvése
A Nyírség déli részén helyezkedik el, a megyeszékhely Nyíregyházától 38, Debrecentől 43 kilométerre; a környező települések közül Nyírbátortól 6, Nyírgelsétől pedig 7 kilométer választja el.
Déli határszéle közelében, de teljes egészében a határai között emelkedik a Nyírség és az egész Tiszántúl legmagasabb pontja, a 183 méter magas Hoportyó.

### Megközelítése
Legfontosabb közúti megközelítési útvonala a Debrecen-Mátészalka közti 471-es főút, mely áthalad a központján. Máriapóccsal a 4929-es út köti össze, Istvántanya nevű, különálló déli településrészére pedig a 49 134-es számú mellékút vezet.
A hazai vasútvonalak közül a települést a Apafa–Mátészalka-vasútvonal érinti, melynek egy megállási pontja van itt. Nyírbogát vasútállomás a lakott terület déli részén helyezkedik el, közvetlenül az Istvántanyára vezető út vasúti keresztezése mellett.

## Nevének eredete
Nyírbogát neve személynévi eredetű, azt az Árpád-korban élt Bogát vezérről vette.
Nevének nyír előtagja a tájegységre utal.

## Története
A település és környéke már a kőkorszak-ban is lakott hely volt.
Nevét az oklevelek 1310-ben említik először, egy idevaló nemes neveként.
Első ismert tulajdonosai a Kállay család tagjai voltak, akik birtokosok voltak itt egészen az 1300-as évek végéig.
1400-as évek elején Bogáti Fülöpnek és fiának birtoka.
1404-ben Zsigmond király Bogáti Zsigmondot hűtlenség miatt megfosztotta itteni birtokaitól, amit azonban a későbbiekben mint királyi adományt mégis visszaadott. 1405-ben a Bogáthy, cselei Izsépy és Dobay családoké volt a település. 1425-ben a baksai Beke és a Ricsey családok voltak birtokosai.
1551-ben Kálnásy Mihály birtoka, felesége Bogáti Anna révén.
1635-ben Vay Péter, Madocsányi István, Uketyevityi Péter is részbirtokosa a településnek.
1600-as évek végétől az 1800-as évek elejéig több birtokosa is volt így a Horváth, Bakó, Baksay, Báthory, Darvay, Elek, Erdődy, Éva, gróf Fáy, Fehér, Hegedűs, Hetey, Kálmánczhelyi, Molnár, Csicseri Ormos György, Puskás, Orosz, Pethő, Uray és Szűcs családok.
1800-as évek közepe táján földesura az Ormos és a Bogáti család.
1900-as évek elején Bogáthy József, Baksay Zoltán és Reviczky József és Emil, valamint Bay Erzsébet voltak birtokosai.
2021. szeptember 1-től város.

## Közélete

### Polgármesterei
- 1990–1994: Birta Sándor (MSZP-MSZAP-MDF)[4]
- 1994–1998: Birta Sándor (MSZP-SZDSZ)[5]
- 1998–2001: Birta Sándor (MSZP)[6]
- 2001–2002: Dr. Simon Miklós (Fidesz-FKgP-MDF)[7][8]
- 2002–2006: Dr. Simon Miklós (Fidesz-Kisgazda Polgári Egyesület-MDF-MKDSZ)[9]
- 2006–2010: Dr. Simon Miklós (Fidesz-KDNP-MDF-Kisgazda Polgári Egyesület-VP)[10]
- 2010–2014: Dr. Simon Miklós (Fidesz-KDNP)[11]
- 2014–2019: Dr. Simonné dr. Rízsák Ildikó (Fidesz-KDNP)[12]
- 2019–2024: Dr. Simonné dr. Rízsák Ildikó (Fidesz-KDNP)[13]
- 2024– : Dr. Simonné dr. Rizsák Ildikó (Fidesz-KDNP)[1]

A településen 2001. július 1-jén időközi polgármester-választást tartottak, mert az előző faluvezetőnek – még tisztázást igénylő okból – megszűnt a polgármesteri tisztsége.

## Népesség
A település népességének változása:
| Lakosok száma | 3143 | 3124 | 3105 | 3020 | 2917 | 2924 | 2931 |
|               | 2013 | 2014 | 2015 | 2021 | 2022 | 2023 | 2024 |

2001-ben a település lakosságának 99%-a magyar, 1%-a cigány nemzetiségűnek vallotta magát.
A 2011-es népszámlálás során a lakosok 89,2%-a magyarnak, 3,1% cigánynak, 0,3% németnek, 0,3% románnak, 0,2% ukránnak mondta magát (10,8% nem nyilatkozott; a kettős identitások miatt a végösszeg nagyobb lehet 100%-nál). A vallási megoszlás a következő volt: római katolikus 13,1%, református 41,3%, görögkatolikus 19,8%, evangélikus 0,2%, felekezeten kívüli 3,6% (20,8% nem válaszolt).
2022-ben a lakosság 94%-a vallotta magát magyarnak, 2,8% cigánynak, 0,1-0,1% ukránnak, szlováknak, németnek, románnak és lengyelnek, 1,1% egyéb, nem hazai nemzetiségűnek (6% nem nyilatkozott; a kettős identitások miatt a végösszeg nagyobb lehet 100%-nál). Vallásuk szerint 10% volt római katolikus, 34,6% református, 20,3% görög katolikus, 1% egyéb keresztény, 0,1% evangélikus, 3,8% felekezeten kívüli (29,9% nem válaszolt).

## Nevezetességei
- Református templom - 1823-1826 között épült
- Bogáthy-kúria - 1890-ben épült, jelenleg étterem működik benne.
- Az ótemetőben van eltemetve Vántus István Erkel-díjas zeneszerző.[18]